# الغاز الطبيعي في كندا

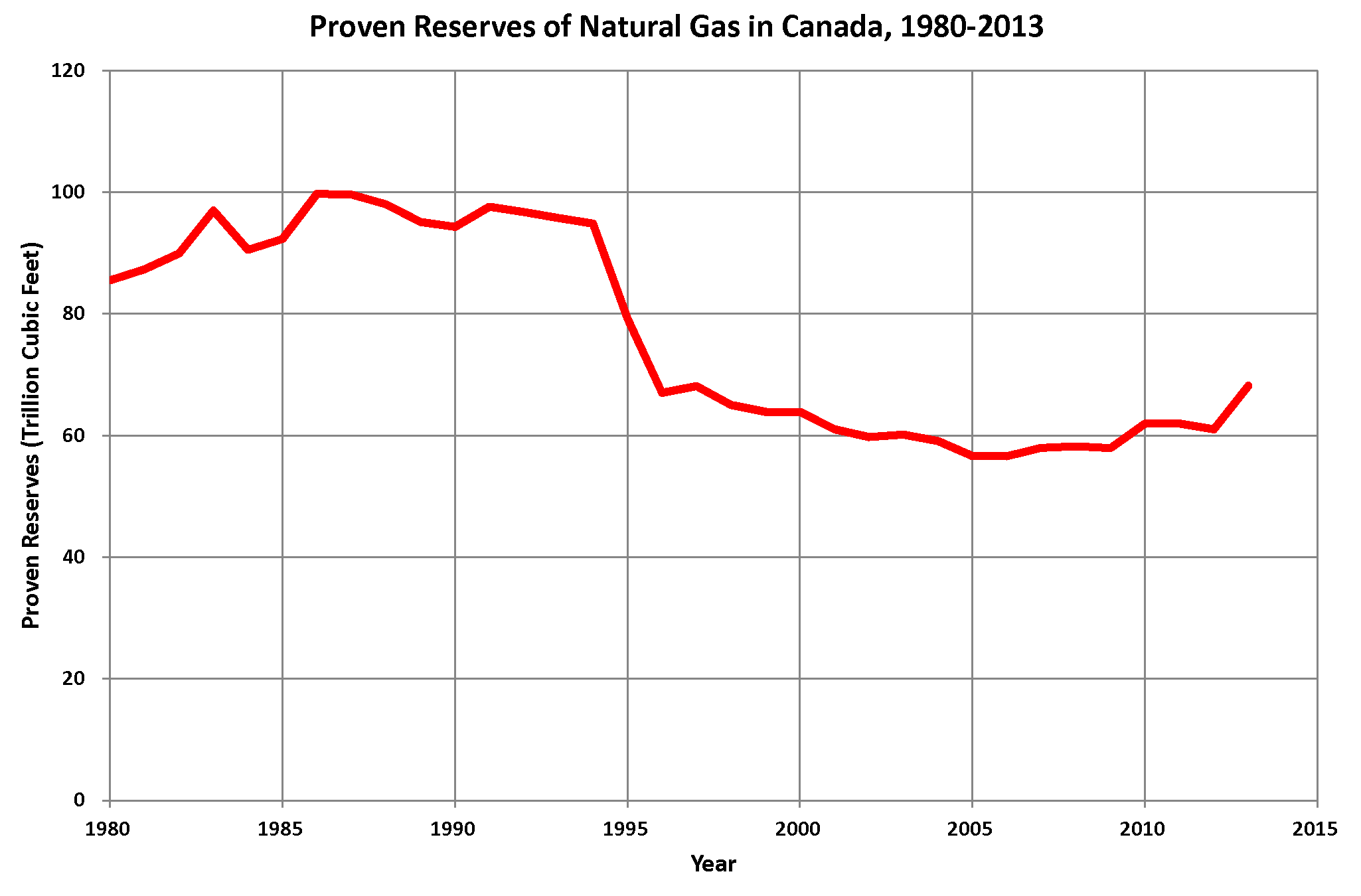
صورة توضح معدل الغار في كندا من 1980 الي 2013

في عام 2018، صُنّف الغاز الطبيعي ثالث أكبر مصدر لإنتاج الطاقة في كندا، بنسبة بلغت 22.3% من إجمالي إنتاج طاقة الوقود في البلاد. بالمقابل، بلغت نسبة إنتاج طاقة الوقود من الغاز الطبيعي 17.0% في عام 2013، ما يشير إلى معدل نمو بلغ 1.06 % في السنة.

## المخزون
منذ عام 2017، قُدرت سعة مخزون الغاز الطبيعي في كندا بنحو 30.8 تريليون متر مكعب (1.09 × 1015 قدم مكعب)، 72% منها عبارة عن تكوينات من الغاز المحكم غير التقليدية في ألبرتا وكولومبيا البريطانية.
ينتج الغاز الحيوي في الأعماق الضحلة بفعل النشاط الميكروبي. في غرب كندا، تتواجد أكثر رواسب الغاز البيوجيني في حقل غاز جنوب شرق ألبرتا، الذي يقع في جنوب شرق ألبرتا وجنوب غرب ساسكاتشوان في حوض غرب كندا الرسوبي ويحتوي على نحو 1.42 × 1012 متر مكعب من الغاز القابل للاستخراج.
تتكون هيدرات الغاز، وهي رواسب ميثان نقية، عند درجة حرارة منخفضة وظروف ضغط عالية. غالبًا ما تتواجد على ارتفاعات ضحلة من البحر في مناطق التربة الصقيعية في القطب الشمالي والمنحدرات القارية. في غرب كندا، أُجريت عمليات حفر ودراسات استكشافية شاملة على بحر ماكنزي بوفورت والمنحدر القاري قبالة جزيرة فانكوفر. تُقدّر كمية رواسب هيدرات الغاز في تلك المناطق بنحو 11 × 1013 متر مكعب من الغاز.

## الإنتاج
منذ عام 2017، أصبحت كندا خامس أكبر منتج للغاز الطبيعي في العالم بإجمالي بلغ 473 مليون متر مكعب يوميًا (16.7 × 109 قدم مكعب/يوم).

### إنتاج الغاز الطبيعي المسال
يوجد في كندا أربع محطات لتصنيع الغاز الطبيعي المسال والتي تخدم الطلب المحلي في البلاد. يوجد كذلك منشأتان إضافيتان للغاز الطبيعي المسال واللتان ما زالتا قيد التخطيط، كان من المقرر افتتاح شركة ستولت للغاز الطبيعي المسال في عام 2018 في بيكانكور، كيبك وتخطط شركة نورثن ميدستريم لإنشاء مصنعين لإسالة الغاز في نيبيغون وثورولد، أونتاريو.
منذ عام 2018، بلغ عدد منشآت الغاز الطبيعي المسال العاملة في غرب كندا ثلاث منشآت، وكان من المقرر أن تبدأ واحدة أخرى عملياتها في عام 2018:
- إلمورث، منشأة ألبيرتا للغاز الطبيعي المسال- شركة فيروس لوقود الغاز الطبيعي.
- إم تي هاييز ليدي سميث- فورتيس بي سي.
- تيلبوري للغاز الطبيعي المسال- فورتيس بي سي.
- مصنع إنيرجير (مترو غاز سابقًا) لتسييل الغاز الطبيعي وتخزينه وإعادة تجميعه.[10]
- مصنع هاغار للغاز الطبيعي المسال التابع لشركة يونيون غاز، وهو أول مصنع افتُتح في كندا.

#### شركة فيروس لوقود الغاز الطبيعي
في مايو 2014، بدأت شركة فيروس لوقود الغاز الطبيعي تشغيل منشآتها التجارية للغاز الطبيعي المسال في إلمورث، ألبرتا. تبلغ إنتاجية هذه المنشأة 50,000 غالون من الغاز الطبيعي المسال يوميًا بطاقة تبلغ 250.000 غالون يوميًا. تتزود المنشأة بالغاز الخفيف من مصنع مضيف للصناعة يقع على مقربة منها.

#### فورتيس بي سي إم تي هاييز
تقع منشأة إم تي هاييز التابعة لشركة فورتيس بي سي بالقرب من ليدي سميث، جزيرة فانكوفر. انتهى بناء المنشأة في عام 2011 وهي مملوكة في إطار شراكة محدودة بين شركة فورتيس بي سي وإس تي زي يومينوس فيرست نيشن وقبائل كويشان. تحتوي المنشأة على أنظمة تسييل وتبخير وخزان تخزين متصل بخط النقل الرئيسي عبر محركي أنابيب. تُستخدم المنشأة مستودعًا لتخزين ذروة إنتاج الغاز، لضمان إمدادات ثابتة من الغاز والحفاظ على تكاليف أقل خلال فترات ذروة طلب العملاء المحليين.

#### فورتيس بي سي تيلبوري
تقع منشأة فورتيس بي سي تيلبوري للغاز الطبعي المسال في دلتا، كولومبيا البريطانية وباشرت عملياتها في عام 1971. تمتلك قدرة استيعابية تسمح لها بتسييل 5000 غيغا جول من الغاز يوميًا وتخزين نحو 600,000 غيغا جول. يجري العمل على توسعة القدرة الاستيعابية لزيادة طاقات التسييل والتخزين بمقدار 34,000 غيغا جول و1.1 مليون غيغا جول على التوالي.

## الأنابيب
تمتلك خطوط الأنابيب الدولية المنتشرة في جميع أنحاء كندا القدرة على نقل أكثر من 1.3 مليار متر مكعب يوميًا (46 × 109 قدم مكعب/يوم) من الغاز، بالإضافة إلى الموجودة داخل حدود المقاطعات الفردية. أثار إنشاء خطوط أنابيب جديدة للغاز الطبيعي الجدل. أسفرت الإجراءات التي اتخذتها شرطة الخيالة الملكية الكندية ضد رؤساء ويستوويتن في عامي 2020 و2021 بما يتعلق بخط أنابيب كوستال غازلينك إلى قيام احتجاجات واسعة الانتشار في جميع أنحاء البلاد.

## الاستهلاك المحلي

### توليد الكهرباء
في عام 2016، استُخدم الغاز الطبيعي لتوفير 35% من إجمالي الطاقة في كندا، أي ما يعادل ضعف الكمية التي توفرها الكهرباء. بلغت نسبة توليد الكهرباء من الغاز الطبيعي 8.5% من إجمالي إنتاج البلاد. يُستخدم الغاز الطبيعي لتوفير 50% من تدفئة الأماكن، و65% من تدفئة المياه في المنازل، وبالمثل تستخدم 80% من الشركات الغاز الطبيعي لأغراض تدفئة الأماكن والمياه. يستخدم القطاع الصناعي الغاز الطبيعي مصدرًا لحرارة المعالجة ووقودًا لتوليد البخار ومادة وسيطة في إنتاج البتروكيماويات والأسمدة. على الصعيد الإقليمي، تُعتبر مقاطعة ألبرتا أكبر مستهلك للغاز الطبيعي بمعدل 3.9 مليار قدم مكعب يوميًا.
في عام 2018، أعلنت حكومة كندا عن غايتها المتمثلة بالتخلص التدريجي من استخدام محطات الطاقة التي تعمل بالفحم لصالح بدائل أقل تلويثًا لتوليد الكهرباء قبل حلول عام 2030. استجابة لذلك، بدأت شركات مثل ترانس ألتا وكابيتال باور في التخطيط لتحويل محطات الطاقة التي تعمل بالفحم إلى الغاز الطبيعي. من المتوقع أن يؤدي هذا التحول إلى زيادة الاستهلاك المحلي الإجمالي للغاز الطبيعي.

### استهلاك الغاز الطبيعي المسال

#### المجتمعات النائية
يعيش في كندا نحو 188,525 شخصًا يقيمون في 265 مجتمعًا نائيًا بلغ إجمالي استهلاكهم السنوي للكهرباء 1,850 غيغاواط. تعتمد أغلب هذه المجتمعات على الديزل للتزود بالوقود بإجمالي استهلاك سنوي يبلغ نحو 289 مليون لتر. في الوقت الحاضر، يستخدم اثنان من المجتمعات النائية في كندا الغاز الطبيعي مصدرًا رئيسيًا للوقود.
- تحصل مدينة نورمان ويلز على الكهرباء الزائدة من محطة طاقة تعمل بالغاز الطبيعي تديرها شركة إمبريال أويل التي تستغل الحقل الموجود هناك للحصول على الغاز.[26][27]
- تمتلك مدينة إينوفيك محطة طاقة واحدة تعمل بالغاز الطبيعي والذي جرى الحصول عليه منذ وقت ليس ببعيد من بئر إيخيل للغاز في دلتا ماكنزي. جرى التحول إلى الغاز الطبيعي المسال في عام 2014 عندما توقف الإنتاج في البئر. نُقل الغاز الطبيعي المسال في البداية مسافة 3,500 كيلومتر من مصنع دلتا تيلبوري. في الوقت الحاضر، تزود منشأة فيروس إلمورث مدينة إينوفيك بالغاز الطبيعي المسال، وكذلك مدينة وايت هورس، التي تستخدم مولدات الغاز الطبيعي.[26][26][27]

#### الصناعات
تستخدم قطاعات الصناعة المستهلكة الغاز الطبيعي المسال لتقليل إنتاج الطاقة أو زيادتها خلال فترات الطلب المنخفضة أو المرتفعة المفاجئة الناجمة عن الطقس شديد البرودة أو الدافئ. تعمل فورتيس بي سي تيلبوري للغاز الطبعي المسال حاليًا منشأةً لزيادة الإنتاج في غرب كندا. يُستخدم الغاز الطبيعي المسال كذلك في عمليات الحفر الثقيل وتشغيل آلات التعدين وتزويد محطات توليد الكهرباء التي تعمل بالغاز بالوقود في مواقع التعدين النائية.